# Aurel Voss
Aurel Voss (7 dicembre 1845 – 19 aprile 1931) è stato un matematico tedesco oggi meglio conosciuto per il suo contributo alla geometria e alla meccanica.
Voss studiò matematica e fisica dal 1864 al 1868 all'Università di Hannover, all'Università di Gottinga e all'Università di Heidelberg, dopo essere stato allievo, tra gli altri, di Hermann von Helmholtz e Gustav Kirchhoff. Dopo il test di insegnamento (Lehramtsprüfung) a Gottinga, ottenne un dottorato lì nel 1869, sotto la supervisione di Alfred Clebsch, con la tesi Über die Anzahl reeller und imaginärer Wurzeln höherer Gleichungen. In seguito divenne un insegnante di scuola superiore vicino ad Hannover. Nel 1873 ottenne una licenza a Gottinga.
È stato poi nel 1875 professore associato (außerordentlicher Professor) presso l'Università Tecnica di Darmstadt. Nel 1879 fu all'Università Tecnica di Dresda e dal 1885 all'Università Tecnica di Monaco, dove ottenne una cattedra di matematica. Dal 1 settembre 1891 fu professore ordinario (ordentlicher Professor) di matematica presso la Facoltà di Filosofia dell'Università di Würzburg, dove insieme a Friedrich Prym era direttore del Seminario di matematica. Il periodo a Würzburg, dove svolse anche studi botanici, fu da lui considerato come la fase più bella della sua vita. Nel 1903 fu chiamato all'Università di Monaco. Si ritirò nel 1923.
Nel 1886 fu eletto membro dell'Accademia bavarese delle scienze, nel 1887 dell'Accademia Leopoldina e nel 1901 dell'Accademia delle scienze di Gottinga. Nel 1898 fu presidente dell'Associazione dei matematici della Germania. Fu tra i suoi studenti di dottorato Ludwig Berwald.
Fu presidente della Società matematica tedesca per il periodo del 1898. Fu professore all'Università di Monaco negli anni 1902-1923.
Nel 1880, Voss pubblicò una versione delle identità di Bianchi contratte.